# Pedro Ordóñez e Flórez
Pedro Ordóñez y Flórez (1560–1614) foi um prelado católico romano que serviu como arcebispo de Santafé en Nueva Granada (1610–1614).

## Biografia
Pedro Ordóñez y Flórez nasceu em Brozas, Espanha, em 1560. A 19 de abril de 1610, foi nomeado durante o papado do Papa Paulo V como Arcebispo de Santafé en Nueva Granada. No dia 21 de dezembro de 1611, foi consagrado bispo por Bartolomé Lobo Guerrero, arcebispo de Lima. Serviu como arcebispo de Santafé en Nueva Granada até à sua morte a 11 de junho de 16149.